# Prochowice (gromada)
Prochowice – dawna gromada, czyli najmniejsza jednostka podziału terytorialnego Polskiej Rzeczypospolitej Ludowej w latach 1954–1972.
Gromady, z gromadzkimi radami narodowymi (GRN) jako organami władzy najniższego stopnia na wsi, funkcjonowały od reformy reorganizującej administrację wiejską przeprowadzonej jesienią 1954 do momentu ich zniesienia z dniem 1 stycznia 1973, tym samym wypierając organizację gminną w latach 1954–1972.
Gromadę Prochowice z siedzibą GRN w mieście Prochowicach (nie wchodzącym w skład gromady) utworzono – jako jedną z 8759 gromad na obszarze Polski – w powiecie legnickim w woj. wrocławskim, na mocy uchwały nr 18/54 WRN we Wrocławiu z dnia 2 października 1954. W skład jednostki weszły obszary dotychczasowych gromad Motyczyn, Gromadzyń, Mierzowice, Lisowice i Kwiatkowice ze zniesionej gminy Prochowice w tymże powiecie. Dla gromady ustalono 11 członków gromadzkiej rady narodowej.
1 stycznia 1960 do gromady Prochowice włączono obszar zniesionej gromady Kawice oraz wieś Szczytniki n/Kaczawą ze zniesionej gromady Bieniowice w tymże powiecie.
31 grudnia 1961 do gromady Prochowice włączono wsie Golanka Górna i Golanka Dolna ze zniesionej gromady Golanka Górna w tymże powiecie.
Gromada przetrwała do końca 1972 roku, czyli do kolejnej reformy gminnej. 1 stycznia 1973 w powiecie legnickim reaktywowano gminę Prochowice.